# 仮面ライダーBLACK RX
『仮面ライダーBLACK RX』（かめんライダーブラック アールエックス）は、1988年10月23日から1989年9月24日まで、TBS系列で毎週日曜10時から10時30分（JST）に全47話が放送された、毎日放送・東映制作の特撮テレビドラマ作品、および作中で主人公が変身するヒーローの名称。
毎日放送、ならびに原作者である石ノ森章太郎が関与した最後のテレビシリーズである。放送期間中に元号が昭和から平成に改められているが、『仮面ライダークウガ』以降のいわゆる平成仮面ライダーシリーズには含まれない。

## 概要
前作『仮面ライダーBLACK』の主人公がスタイルを変えて続投した作品。『BLACK』の続編ではあるものの、登場人物の多くが一新され、続投となったのは主役の南光太郎とゲスト出演という形でのシャドームーン、他はシャドームーンとの再戦時に回想という形で、秋月杏子と紀田克美の出演シーンが流用されたのみである。
シリーズ中、モノラル放送および16mmフィルム撮影による最後の作品となった。

### 特徴
前作『BLACK』では企画段階で仮面ライダーの特徴をピックアップした上で、それらをリメイクするのか否定するのか検討した末にリメイク案が採用された。放送2年目となる本作品では旧作からの継承要素にこだわらない方向で制作されることになった。その結果、スーパー戦隊シリーズやメタルヒーローシリーズといった東映制作の他シリーズを意識した数多くの新しい試みが取り入れられ、前作とは異なるアプローチによる新しいライダー像の追求が行われた。
その一環として、原則としてキック技が必殺技であった当時の仮面ライダーシリーズでは初めて、剣や銃などの武器による攻撃をメイン必殺技として採用したほか、専用バイクだけではなく専用の四輪車が導入され、さらにはバイクも含めた多段変身などそれまでの仮面ライダーとは一線を画す要素が取り入れられており、後年のシリーズにおける諸設定の先駆けとなった。
また人物設定でも、主人公である南光太郎の性格が前作のラストを感じさせないほど明るめに描写されたり、前作とは対照的に主人公の周囲を敵味方共に数多くのサブキャラクターが取り巻いているなど、「家族でも楽しめる」という前提の元に作品作りが行われている。一方で、前作から続けて担当した監督の小笠原猛がはじめて『RX』の撮影に参加する際、倉田に対して「今の明るいままのライダーじゃいけない」と語るなど、スタッフ内部でもこの路線変更に対して意見が分かれていた。この他、前作には無かった戦闘員の登場やシャドームーンの再登場によるライバルキャラの復活劇、そして敵幹部間の軋轢など、過去の石ノ森ヒーローの集大成とも呼べる要素も多く盛り込まれた。
物語終盤の第41話「百目婆ァの恐怖」より、1号からZXまでの10人の歴代仮面ライダーが登場した。歴代仮面ライダーの登場には、「『RX』後に仮面ライダーは制作しない」という決定を受けて放送当時の好調な売り上げが番組の終了とともに低下することを危惧した玩具メーカーや出版社の意向が関与しており、RXと歴代ライダーが共演する漫画を児童誌で展開するに当たって、テレビからの引き継ぎを円滑に行うための意味があった。当時は歴代ライダーの登場に否定的な声も出たものの、売り上げ面での成果や後の企画『仮面ライダーSD』への足がかりとなったことを鑑みれば、制作側の狙いは成功したと言われている。

## あらすじ
仮面ライダーBLACK＝南光太郎が暗黒結社ゴルゴムを滅ぼしてから半年が経過した。かつての友を失い心身ともに傷ついた光太郎は、叔父の佐原俊吉の家に身を寄せ、佐原の航空会社でヘリコプターパイロットの職を得て平和な日々を過ごしていた。
ある日、光太郎は光を発する3本の不思議な杭を目撃。杭を設置する怪人の目撃情報を得て調査を行う途中、怪魔界から現れたクライシス帝国の前線基地であるクライス要塞に拘束・拉致される。そこでクライシス軍司令官ジャーク将軍は、光太郎にクライシス帝国の尖兵となって地球の全人類を抹殺することを要求する。だが、光太郎はこれを拒否したことで、変身機能を破壊されて宇宙空間へと放り出されてしまった。
しかし、光太郎の体内の太陽の石 / キングストーンが太陽光線を吸収し、光太郎を仮面ライダーBLACK RXに転生させた。さらに、かつての相棒・バトルホッパーもアクロバッターとして転生して駆けつける。
かくして、RXとクライシス帝国との戦いの火蓋は切られた。

## 登場人物

### 主人公と支援者
南 光太郎（） / 仮面ライダーBLACK RX
前作より引き続き登場する主人公。ゴルゴムを滅ぼして日本に平和を取り戻した後、叔父である俊吉の元にやってきた。俊吉によると当時は何かに打ちのめされたようにボロボロな状態だったようで、佐原家で茂やひとみと暮らすうちに次第に明るくなっていき、俊吉のすすめでヘリコプター操縦士として新しい生活を送り始めた。
新たなる侵略者であるクライシス帝国の襲撃を知りBLACKに変身しようとしたところを妨害されて捕えられ、BLACKへの変身機能を破壊され怪魔空間に放り出されてしまうが、地球の影によって発生した太陽光線による日食の光を直接浴びたことによるエネルギーのオーバーロードとキングストーンの力により新たなる姿・仮面ライダーBLACK RXへと変身する能力を得る。
詳細や客演作品での動向については、仮面ライダーBLACK (キャラクター)を参照。

白鳥 玲子（）
光太郎のガールフレンドで仕事仲間でもあるフリーカメラマン。20歳。性格は姉御肌で面倒見が良く気が強い面もあり、光太郎たちを度々様々な場所へ引っ張りまわしてはクライシスの陰謀に巻き込まれる。
第29話で的場響子と共に光太郎がRXであることを知り、戦いに身を投じる覚悟をして空手の訓練をする。その稽古の時点で黒帯を着用していたことからして、元々空手の心得はあったようである。
カメラマンということもあり、不思議な事件が起こるとクライシスの仕業ではと光太郎によく話していた。光太郎との関係は、友達以上恋人未満といった感じであるが時折、親密ぶりをアピールする描写も見受けられた。
クライシス帝国壊滅後は、カメラマンとしての活動を再開した。

霞のジョー（）
第15話から登場。クライシスによって拉致され、改造された地球人で、改造手術のために過去の記憶を一切失っている。霞流忍術の使い手で釵を得意武器としている他、爆発物の扱いにも長けている。
当初は、怪魔界で出会った光太郎と同じ地球人であるということで意気投合し行動を共にするが、実は怪魔ロボット・ネックスティッカーの洗脳ユニットによって操られており、光太郎への刺客として差し向けられる。後に洗脳が解けてからは仲間になり、光太郎を「兄貴」と慕い共にクライシス帝国と闘うこととなる。
大雑把な性格で、アルバイトとして雇われた吾郎の食堂でも接客の態度を注意されていた。また、光太郎とは対照的にゲストキャラの子供に対する扱い・接し方も極めて荒い。その一方でコミカルな面も見せ度々場を和ませた。
第26話にてボスガンとの戦いで重傷を負い、戦線離脱を余儀なくされるが第37話で復帰を果たす。
第21話では、ジョーがクライシスにいたころに婚約を交わしたレイカ族のセーラという女性が登場し、クライシス帝国打倒を達成したその日に会う約束を交わしたが、クライシス帝国壊滅後、自身は「自分の過去を探す旅に出る」と発言している。
当初、ジョーをリーダーとする反クライシスゲリラ軍が、怪魔界再建の移民団として旅立つというラストシーンも考案されていた。
『仮面ライダーディケイド』では直接登場はしないが、RXの世界で光太郎と共に戦っていたが、行方不明となり、その後BLACKの世界で士によってその存在が確認される。

的場 響子（）
第29、30話で登場した女子中学生。父の勇介と母の美沙子が怪魔異生獣ムンデガンデに殺され、仇を取るために戦いへの参加を決意。
物静かな少女だが芯は強く、両親の仇を討ちたい一心で超能力開発の特訓に励んだり、全く無力だったころにも両親の仇であるムンデガンデに「パパとママを返して!」と詰め寄ったりした。特訓の末、遂に念動力と水を操る能力や水を介した遠隔視能力、および水を作り出す能力を身に付けてRXに協力する。だが、能力を多用すると体力を大幅に消費してしまう。
第38話にて再登場。命の水を操る超能力や得意のアーチェリーも披露しており、戦士としても十分な戦力として戦線に参加。その腕前でRXの窮地を救ったこともある。単身クライシスの部隊にスパイとして潜入したり、アジトを攻撃したりするなどの勇気と行動力も見せた。
クライシス帝国壊滅後は、同じく両親を失った佐原兄妹の母親代わりとして共に暮らすことになる。

### 周囲の人々
佐原 俊吉（）
光太郎の勤める佐原航空の社長で、光太郎の叔父にあたる。40歳。婿養子。ゴルゴムとの戦いによって心身ともにボロボロだった光太郎を庇護し、立ち直らせた第一人者。光太郎がヘリの免許を持っているのも「光太郎に生きがいを持たせたい」という彼の考えによるものである。
光太郎がRXであることも最後まで知らなかった。一度娘のひとみが光太郎がRXだと口を滑らせてしまったことがあったが、「何を馬鹿なことを」と一笑に付している。
第46話でRX打倒の人質として茂とひとみを捕らえようとするジャークミドラ（ジャーク将軍）の手から子供たちを守るためにジャークミドラの脚にしがみついて逃げるように促し、妻の唄子ともども殺害された。

佐原 唄子（）
俊吉の妻で、光太郎の叔母にあたる。36歳。俊吉と同じく光太郎を支えるが、光太郎やその周りに起こる不思議な事件に訝しさを感じている部分もある。そのため、その事件に子供たちが巻き込まれると冷静さを失って感情任せに光太郎を責めてしまうことが度々あり、玲子やジョーに窘められるケースも少なくない。俊吉とは考えが食い違うと度々口喧嘩となる。俊吉同様、光太郎がRXであることを最後まで知らされなかった。第46話で子供たちを守ろうとしてジャークミドラに夫共々殺害された。

佐原 茂（）
佐原家の長男で、光太郎を理想の男性像として敬愛する無鉄砲ながらも勇敢な少年。小学5年生。将来の夢は宇宙飛行士。当初より度々クライシスの陰謀に巻き込まれることが多かったが、怪魔界に連れ去られた際に光太郎がRXであることを知る。その際に「僕もクライシスと戦う戦士だから」と宣言し、光太郎の秘密を妹以外には口外しないなど、精神的にも成長していった。

佐原 ひとみ（）
茂の妹。小学1年生。兄よりしっかり者だが、少々口が軽いのが玉に瑕で何度もRXの正体が光太郎であることを暴露しかけた。クライシス皇帝の愛娘であるガロニア姫の替え玉として、マリバロンに誘拐された後、奇跡の谷での儀式により成人の姿になった状態でガロニア姫として洗脳され、光太郎（RX）や霞のジョー、茂に対して攻撃をしかけたこともある。しかし、完全にひとみの記憶が消え去ったわけではなく、兄である茂の決死の説得で自分を取り戻した。

健吾（）、三郎（）
茂の友人。眼鏡をかけているのが健吾で、背が高いほうが三郎である。茂とともに度々クライシスの陰謀に巻き込まれる。

吾郎（）
佐原航空の社員食堂で働くコック長。カレーライスが得意料理。七七子という同僚の給仕担当のガールフレンドがいる。光太郎に協力してクライシスに立ち向かう一面を見せることもあるが、散々な目に遭うことが多い。だが、霊界怪人として蘇ったガイナニンポーが仮面ライダー1号に化けていることをいち早く察知するなど、鋭い洞察力を持っているという一面もある（第45話）。途中からは光太郎がRXであることも知った。

速水 隼人（）
警視庁特捜部の警部補。常人離れした能力を持つ光太郎を不審に思って彼を逮捕するべく追い回すが、そのためにクライシスの作戦に巻き込まれ、散々な目に遭うことが多かった。第13話以降は登場しない。

## 仮面ライダー
本作品が初出の仮面ライダーのみを記述。他の仮面ライダーについては各項目を参照。
- 仮面ライダーBLACK RX - 前作に登場した仮面ライダーBLACKの自己進化形態。
  - ロボライダー - 「悲しみの王子」「炎の王子」の異名を持つ特殊形態。
  - バイオライダー -  「怒りの王子」の異名を持つ特殊形態。
- シャドームーン - 前作に登場したBLACKの宿敵。南光太郎の友人だった秋月信彦が改造された姿。

歴代の10人ライダー
本作品以前の仮面ライダーシリーズに登場し、日本を守った10人の仮面ライダー。バダン壊滅後は世界各地に旅立ち、その後も引き続き、世界各地でクライシスと戦っていた。
クライシスの日本総攻撃を予期し、アメリカでアリゾナを中心に戦っていた1号ライダーのもとに集結。アリゾナ砂漠で共同での特訓を経た後、第44話で10人揃って日本に帰国してRXと共闘。RX＝光太郎は彼らと対面したことで自分以外のライダーの存在を初めて知ったが、クライシスは10人ライダーの存在を以前から知っていた可能性がマリバロンの台詞から示唆されていた。クライシスが壊滅した後、世界中の新たな悪と戦うためにRXを11号としてメンバーに加え、再び海外に旅立った。
- スーツアクターの演技と声優のアフレコによる登場であり、映画『8人ライダーVS銀河王』同様、オリジナルキャストは出演していない。また、バイクで移動する描写もなかったため、サイクロン号からヘルダイバーまでの各マシーンは一切登場しなかった。
- スーツは『仮面ライダーZX』まで使用されていたものを改修している。

| 仮面ライダーの名称       | 海外での活動地域[13]                     |
| ------------------------ | ---------------------------------------- |
| 仮面ライダー1号          | アメリカ大陸の西半分（アリゾナ州を拠点） |
| 仮面ライダースーパー1    | アメリカ大陸の東半分                     |
| 仮面ライダー2号          | 南米のチリやアルゼンチン                 |
| 仮面ライダーアマゾン     | 南米のアマゾン                           |
| 仮面ライダーV3           | 東ヨーロッパ（ロシアを拠点）             |
| スカイライダー           | 西ヨーロッパ                             |
| 仮面ライダーストロンガー | アフリカ大陸の南半分                     |
| 仮面ライダーZX           | アフリカ大陸の北半分（サハラ砂漠を拠点） |
| ライダーマン             | 東南アジア（インドを拠点）               |
| 仮面ライダーX            | 南太平洋（オーストラリアを拠点）         |

## クライシス帝国
異次元世界である怪魔界に存在する独裁国家。皇帝の圧政と地球の文明の発展とともに汚染や砂漠化といった環境汚染が深刻化したため、地球環境を破壊し、地球の全人類を抹殺して臣民50億人を1年後に移民させようと目論み、その戦略基地を確保するために日本を狙う。
クライシス皇帝の命を受けたジャーク将軍の指揮の下、4大隊長がそれぞれの配下である怪魔戦士を用いて作戦を展開。計画の妨げとなる仮面ライダーBLACKのデータを徹底的に調べ上げ、能力を封じ、光太郎の変身機能を破壊したが、そこから思わぬ事態によって誕生した仮面ライダーBLACK RXの活躍により作戦は遅々として進まず、このため中盤以降は皇帝直属の査察官・ダスマダー大佐が加わった。
大隊長ら上級幹部や怪魔戦士には、地球の環境に適応する強化細胞を移植されており、この細胞がなければ怪魔界の住人は地球に生存することができない。
怪魔界の住民の中には、クライシス帝国から逃れ地球に移り住む者も存在する。彼らが前述の強化細胞を移植しているかどうかは作中では語られていない。
本格的な侵攻以前に、少なくとも物語の始まる10年前から計画を進めていたことが作中でも言及されている（第24話）。また、10人ライダーやナレーターの発言から海外支部も存在する（第41話）。
クライシス皇帝
1,000年前に怪魔界に現れ、クライシス帝国を築き上げた怪魔界の支配者。全能の神として怪魔界で恐れられていた。普段は地獄谷にある地下要塞の祭壇にその身を隠しており、かつてその姿を見た者はいなかったが、最終話で巨大な顔だけの怪物という正体を現す。その顔の額にはさらに3つの小さい顔がある。
身体中に生えた無数の棘の間から触手を伸ばし相手を絡め取るほか、頭部の3つの人面の目や口などから放つ強力な破壊光線や光の矢、本体の目から放つ念力光線を武器とする。
最後はボルティックシューターとRXキックで怯んだところをリボルケインで貫かれ「人間が地球を汚せば新たな怪魔界が生まれ、地球を襲うであろう。全てはお前たち人間どもの罪」と叫んで怪魔界をも巻き込んだ大爆発を起こし、爆死した。
声の担当は、昭和仮面ライダーシリーズの歴代首領を演じた納谷悟朗。
- 企画当初の名前はバリオム。

ジャーク将軍
四大隊長を指揮する最高指揮官。

ダスマダー大佐
第28話から登場。遅々として進まない地球侵攻に痺れを切らしたクライシス皇帝が派遣した特別査察官で、皇帝の直属代理人。地球攻撃兵団の幹部クラスでも、その働き次第で皇帝の名により処罰、場合によっては処刑する権限を有する。
作戦行動や作戦の失敗は逐一皇帝に報告するだけでなく、皇帝の威光を笠に着て居丈高に振る舞い、独断で大隊長を処罰したり作戦を独自に立案・実行したりするなど、ジャーク将軍の指揮権に干渉する行動も目立った。そのためジャーク将軍や四大隊長との仲は険悪そのものだが、彼の登場でジャーク将軍と四大隊長たちの結束が強まった面もある。
しかし、ただの虎の威を借る狐ではなく、自らRXに挑む場面も度々ある。素早いキックや優れた跳躍力を活かした格闘術を得意とするほか、愛用のサーベルを振るう腕前は「怪魔界一の剣の使い手」と謳われるボスガンにも劣らない。また、手を振りかざすことで、念動力や金縛りの術などを操る。兜の冠からは電撃を放つ。
情報収集と分析力にも秀でており、「怪魔コンピューター」や「データディスク」といった機械類を駆使して、RXの弱点を突き止めている。人間社会に溶け込む際には変身能力を用いるが、劇中で女性秘書に化けたように、その範疇は年齢や性別を超えている。
肉体は不死身であり、第38話で叛意を抱いたジャーク将軍に背後から剣で刺された折は、完全に絶命したかのように見えたが、直後に平然と復活した。さらに第40話ではRXのリボルクラッシュを受けて大爆発を起こしながら、黒煙と化してその場を逃れ、クライス要塞で再生を果たしている。
その正体は、クライシス皇帝の分身であることが終盤になって明かされ、クライス要塞内での戦闘を経てクライシス皇帝としての真の姿を見せる。ただし、物語中盤では自分が皇帝の怒りを買うことを恐れる描写もあることから、通常時には皇帝の意識は働いておらず、皇帝自らが作戦や戦闘に携わる緊急時のみ、その意識が顕在化するのだと考えられる。
- コスチュームのデザインは、クライシス帝国の幹部のなかで唯一、石ノ森章太郎のラフスケッチがもとになっている。その他の幹部は雨宮慶太と篠原保によるデザインである。石ノ森によるデザインでは左目に眼帯を付けていた。

官房長ロボット・チャックラム
ジャーク将軍に地球侵攻作戦の進捗状況や母星からの指令などの情報を提供する役目を担う小型AIロボット。地球攻撃用の戦略データがインプットされており、狡猾な自我と機智を備えているが、戦闘能力は皆無に等しい。クライシス帝国からの緊急連絡の報告を担当する。英語交じりの喋り方が特徴。常に司令室を浮遊している。
最終話にてクライス要塞に潜入してきたRXに倒された。

### 四大隊長
地球攻撃兵団において、実際に戦闘や作戦の実行に当たる4つの部隊の隊長。いずれも劣らぬ実力の持ち主揃いだが、功名心の強さからかお互いに足を引っ張ることが多く、それが原因で失敗に終わった作戦も少なくはない。
- 4つの部隊に分類されたのは、怪魔戦士に奇怪さのみならずSF的要素を加えたデザインにするためであった[25]。

海兵隊長ボスガン
ナイトの称号を持つ、貴族出身の四大隊長の1人。怪魔界一の剣の使い手で、左肩の短剣や長剣、電磁波剣などを駆使しRXと度々剣を交えた。スマートな体型、赤いバイザーのヘルメットのような頭部が特徴で、額には小さな人面があり、そこから言葉を喋る。また、呼吸は後頭部の左右に付いたパイプで行う。垢抜けた言葉遣いで話し、飄々とした態度で立ち振る舞う。一人称は基本的に「私」を使う。
貴族の出身でプライドが高く、ロボットであるガテゾーンや純粋なクライシス人ではないゲドリアンを見下している。そのため、自分より格下の者と同等に扱われることを嫌っている。また、皇帝の使者ではあるものの怪人であるグランザイラスに呼び捨てにされた時は「無礼者」と激怒していた。騎士然とした立居振舞、RXとの直接対決に固執する誇り高い戦士としての面を示す反面、密かに次期将軍の座を狙っており、栄達のチャンスや、プライドを傷つけられた折には卑劣な手段を辞さないこともあった。本人曰く「慈悲深い方」だと語っている。
RXによる度重なる作戦失敗に業を煮やし、ロボライダーの装甲をもやすやすと斬り裂く怪魔稲妻剣を独断で開発させて自らRXに挑むも、結果的には霞のジョーを戦線離脱させただけに留まっており、怪魔稲妻剣もジャーク将軍に折られた。これ以後は将軍に忠義を尽くし、将軍に利するためにあえてダスマダーに与することもあった。
その後、電磁波剣を武器にするもグランザイラスの台頭に焦りを感じてRXに最後の一騎討ちを挑むが、剣の腕の差を見せつけられリボルケインの二連突きを受けて敗北。貴族としてのプライドゆえか勝敗が完全に決した後も敗北を認めず、絶命するその瞬間まで地面に膝を付かず仁王立ちのまま最期を遂げた。

諜報参謀マリバロン
四大隊長の1人で、ボスガンと同じく貴族の出身の純粋なクライシス人。異次元空間を何百年も漂流し、呪術や妖魔術に始まり変装術に至るまで百数種類の妖魔力を身につけた。変身能力も持っている。戦闘時にはその妖術のほか、手や口から発する火炎、兜の黄金の羽根と赤い光線状の電磁鞭を操っての攻撃を得意とし、怒りが頂点に達すると目が赤く輝く。また、羽根飾りを媒体にすることで霊界の怪魔戦士を復活させることが出来る。
諜報網を張り巡らし多くの作戦情報を提供する、ジャーク将軍や他の大隊長に作戦を進言するなど、「諜報参謀」の名に相応しい働きを見せた。反目しあうことの多い四大隊長の中にあって比較的ガテゾーンとは仲が良く、共同作戦を行なうことも多い。また、帝国への忠誠心は厚く、その妖術と様々な策略で光太郎を苦しめた。
心理的に人間を追い詰める諜略を得意とする冷静沈着な知略家だが肝心の場面で私情が勝ってしまう短所があり、光太郎やその仲間を仕留めるチャンスを逸したり、敵前で重要機密を吹聴するなどのミスも目立った。
4隊長のなかでもとりわけRXの力を恐れており、直接対決は努めて回避する傾向にあった。直接対決に持ち込まれそうになったとき、RXに懐柔を図ったこともある（第30話）。RX打倒にはもっぱら謀略をもって臨む。
ジャーク将軍への忠誠心は曲者揃いの四大隊長の中で最も厚く、ジャーク将軍の生命に危険が迫ると我を忘れて将軍の助命を請う場面も見られた。それゆえに将軍からの信頼も深く、幾度も処刑の危機を救われている。
第45話で、バイオブレードで顔を傷つけられる。四大隊長の中では最後まで生き残るも、クライシスの敵である光太郎を懐柔しようとしたクライシス皇帝に逆らったために処刑された。

機甲隊長ガテゾーン
四大隊長の1人で、出自不明のロボット戦士。モノアイの頭部と革ジャン姿が特徴で、頭部を分離させてボディのみを動かすこともできる。目からは破壊光線を発射する。戦闘ではソードオフの形状をしたレーザーショットガンを使用するほか、愛用する重武装軍用バイク・ストームダガーを駆り、部下の怪魔ロボットと共に戦うこともある。また、左手でクライス要塞など怪魔界にあるあらゆるメカニックを制御することが可能。第39話では老人姿の人間態を披露した。
一匹狼かつニヒルな性格で、皮肉っぽい言動が多く、アウトローな雰囲気を纏いつつも、クールな態度を崩さない。くだけた口調で会話し、ジャーク将軍の指令は「アイアイサー！」と答えて承諾する。
四大隊長の中では地位や名誉には最も興味を示しておらず、自分の腕や技術を持って、打倒RXを信条としており、そちらを優先することも多い。そのためにスクラップ処分された怪魔ロボット・スクライドをジャーク将軍の命令に背いて復活させたり、自分の造った怪魔ロボットを活かすためにジャーク将軍の怒りを買ってまで、ダスマダーと結託したこともある。他の隊長との合同作戦においては、マリバロンとゲドリアンと組むことが多い。
第43話では遂に隊長の座をも捨て、ダスマダーと組んで入手したクライシスチャージャーによって強化修復されたネオストームダガーを駆り、最強最後の怪魔ロボット・ヘルガデムと共に勝負に臨んだ。RXを窮地に追い込むが的場響子らに邪魔され形勢が逆転、ネオストームダガーはロボライダーに破壊される。最後の手段として頭部を切り離し、自らのボディを時限爆弾にしてRXを葬り去ろうとするも、液化したバイオライダーに脱出されて失敗し、残った頭部本体にRXキックを受けて敗北。「地獄で待ってるぜ、RX」を言い残した後に爆死した。

牙隊長ゲドリアン
四大隊長の1人。額や両手から放つ破壊光線、電撃棒が武器で、小柄な身体と身軽かつ素早い動きを活かした戦法を得意とする。高い声、常に落ち着きのない動きが特徴。侵略作戦によって人間が苦しむのを楽しむ、残虐な性格の持ち主。
怪魔界一暗くて寒い辺境地のゲドラー域の出身であり、太陽の光にあふれる地球に住む人類をこの上なく憎悪する。このような出自から、自身を大隊長に取り立てたジャーク将軍に対して並々ならぬ恩義を抱いており、地位に対する執着は他の3人以上に強い。高い攻撃力を持つが、知能指数は心もとなく、他の隊長からは体よく利用されている。また、自身と同じく生粋のクライシス人でないガテゾーンとも組むことが多かったが、地位への執着ゆえに他の3人の足を度々引っ張り、酷い形で作戦をぶち壊してしまうことも少なくなかったため、ジャーク将軍から処罰される回数が特に多く、ダスマダーの初登場には、そのダスマダーにも処罰された。
第42話にて皇帝から送られた最終時計抹消のため、他の大隊長たちに裏切られたことに怒りを感じ、自らを媒介にクライス要塞のエネルギーを分身である最後にして最強の怪魔異生獣ゲドルリドルに送り込むが、ゲドルリドルがRXに倒されたことによって逆流してきたエネルギーを直撃させられて消滅。四大隊長最初の戦死者となる。

### その他
ガロニア姫
クライシス皇帝の娘で、うなじに皇帝の娘の証であるホクロがある。また、強力な念動力を使うこともでき、その際は目が赤く光る。
クライシス帝国の次期皇位継承者として皇帝の細胞の1つから生み出され、養育係であるムーロン博士の指揮の元、クライス要塞内で特殊な成長促進光線を当てられて養育されていた。誕生して3ヶ月で（外観・身体的には）6歳まで成長しており、程なく20歳程度に達するはずだった。しかしあるチャップのミスによって光線発生装置が故障し、その影響で消滅してしまう。
養育係であったマリバロンとムーロン博士は替え玉となる少女を探し出し、消滅した事実を隠蔽しようとしたが失敗に終わり、ジャーク将軍が皇帝に対しガロニア姫はRXによって暗殺されたと嘘の報告を行う結果となった。また、最終話にて皇帝が光太郎と会談した際にもこのことについては言及せず、「サーの称号を与える」と発言している。
劇中で「歴代の姫君」の存在が語られており、過去にも何人もの皇女が存在したはずだが、すでに存命でない模様。
皇帝自身は「父君」と呼ばれており男性であるようだが、その細胞から生み出された後継者の彼女は女性となっている。
- 書籍によっては、「ガロニヤ姫」と記述される。

### 怪人・戦闘員
怪魔戦士
クライシス帝国が送り込む怪人の総称。新しい戦士が登場するたびに「怪魔○○大隊最強の戦士」と幹部に紹介されることが多い。「最強の戦士」と紹介された怪人が強いとは限らず、直接対決でRXにさしたる善戦もできないまま倒された敵も少なくない。
怪魔獣人
ボスガンが率いる怪魔獣人大隊に属する戦士たち。クライシス人の中で優れた者を改造強化したもので、動物などの特性を有する者が多い。名称は「ガイナ〜」で統一されている。
怪魔妖族
マリバロンが率いる怪魔妖族大隊に属するサイキック戦士。戦闘訓練を受けてより強力な妖魔力を身につけたクライシス人によって構成されており、いずれも妖怪的な風貌が特徴。なお、真正面から直接的に敵と戦闘するより、裏で暗躍したり相手をジワジワと追い詰めていく戦法を得意としている。名前には必ず漢字が含まれている。マリバロンの大叔母である百目婆ァのみ唯一立場が上である。
怪魔ロボット
ガテゾーンが率いる怪魔ロボット大隊に属する戦闘用ロボット。いずれも怪魔界の超科学の枠を集めて作られた堅牢な機兵集団で並の攻撃ではビクともしないばかりか、人間並の知能を有する精強な者が揃っている。また、並外れた火力とパワーを有するものも多く、RXがパワーアップを重ねた後も苦戦させることが多かった。他の大隊の怪魔戦士とは異なり名称に統一されたパターンはなく、各々が持ち合わせる特性に由来したネーミングが多い。
怪魔異生獣
ゲドリアンが率いる怪魔異生獣大隊に属する戦闘獣。怪魔界の生物をクライシスの科学力で戦闘用に強化改造した生物兵器と言えるもので、人間並の知能と高い戦闘本能を有するが、地球の環境に適応できない個体が多く見られた。名前はキュルキュルテンを除き、類似した語句を連続させ韻を踏んだ形となっている。

最強怪人グランザイラス
第44・45話に登場する、RX打倒のためにクライシス皇帝の使者として送られた最終破壊兵器。両眼から放つ破壊光線、右腕の電磁ハンマーからの火炎弾に、刃の部分にエネルギーを収束させての攻撃、ロボライダーの装甲にもダメージを与えるほどの1,000度を超える高熱を帯びた巨大な火球に変身するなど強大な戦闘能力を有し、体内には別の破壊兵器と言われる所以、街一つを廃墟とするほどの威力のメガトン級爆弾が内蔵されている。
RXはおろか、歴代10人ライダーの同時攻撃や大気圏突入の衝撃すらものともしない装甲を誇り、作中に登場した敵の中では唯一リボルクラッシュをも阻止するほどの実力の持ち主でもある。2度目の対決では体内に進入したバイオライダーに内側から攻撃されて倒されるが、それもまたRXとの相討ちを目論んだダスマダーの思惑通りであった。しかしバイオライダーは水の粒子となって爆発と同時に脱出したため、作戦は失敗に終わる。だが、倒されてもその際に発生する爆発の威力はすさまじく、東京の市街地の広範囲が壊滅状態に追い込まれている。
前述の通り皇帝の使者であるため、皇帝の代理人であるダスマダーの命令にしか従わない。また、四大隊長であるボスガンを呼び捨てにしていた。
- スティラコサウルスのような頭部、機械的な外観が特徴。本来は、怪魔獣人と怪魔ロボットの合体怪人「ガイナトリゲラン」として、石ノ森章太郎がデザインしたもの。

チャップ
第3話より登場。地球攻撃兵団の一般兵士。黒・茶色・灰色の3色のタイプが存在し、3人一組で行動することが多い。主に機械音しか発さないが、人語も話すことも可能。いわゆる従来の敵組織に見られる戦闘員に相当する存在であり、前作で廃されていた戦闘員との立ち回りがある程度復活した形となったが、基本的には偵察・工作活動要員で戦闘向きではない。
特殊火薬を用いたマシンガンやバズーカ、ボウガンが武器で、人間に変身する能力を有する。また、マリバロン配下の怪魔道化師やボスガン配下のチャップ悪魔分隊、四国空母化計画に参加した怪魔遍路部隊も存在する。終盤では、生粋のクライシス人に隷属するサーベルが武器で胸に紋章がある礼装の金色のマントに身を包んだチャップ親衛隊が登場した。
- スーツは『特捜ロボ ジャンパーソン』に登場するダベ星人、ブラボータウンのロボット（マスクのみ）などに流用された。

### 主な戦力
クライス要塞
地球攻撃兵団の前線基地でもある巨大戦闘母艦。艦首の巨大な頭部や昆虫のような多数の節足が特徴で、通常は異次元空間に潜んでおり、怪魔界と宇宙空間とを自由に次元移動することが可能で、物質や兵力の移送にも使用される。武器としては、牽引ビームや破壊光線を発射する砲台を備えている。
- ミニチュアは、特撮研究所美術部の三池敏夫と佛田洋が製作。原型を発泡スチロールでこさえ、それをポリで型抜きしている。脚のギミックは、操演部の尾上克郎と鈴木昶が担当。

### 怪魔界
クライシス帝国の存在する異次元世界。怪魔空間ともいわれる。異次元世界内にある、地球に瓜二つの惑星の形をとっていることが最終回で判明。
かつては「桃源郷」と呼ばれていたが、地球の環境汚染の進行で消滅寸前の状態にあり、その大半が1年間に30日間しか陽が差さない風の砂漠へと化した。ダスマダーは最終回で「怪魔界とは地球の影というべき双子の惑星であり、地球人の環境汚染によって衰亡させられた」とRXに告げた。しかしクライシス皇帝の横暴な開発政策で怪魔界の環境が破壊されたという第3話のワールド博士の証言、37話でクライシスが地球の大気を亜硫酸ガスで改造する作戦を実行した前例も存在するため真偽は不明である。
怪魔界の自然に棲む生物は怪魔異生獣の元となる不気味な生物しか存在しない。
最終回においてクライシス皇帝がRXに倒された直後、皇帝と運命を共にするように、遂に消滅（爆発）を迎えるが、劇中ではこの怪魔界の消滅の原因について特に説明はない。
怪魔界の住民
怪魔界でクライシス帝国の支配に服する人民たち。クルミン族、レイカ族などの種族の存在が確認されている。
外見的には、触角のような耳を除けば地球人とほぼ同じで、地球人との間に生殖も可能（第8話、第24話）。レイカ族や第28話に登場した兵士たちのように、地球人と全く変わらない外観の者たちもいる。また、特徴的な耳を有する種族でも、何らかの方法で地球人同様の外観になることが可能である（第12、13話）。
ボスガンは自らが生粋のクライシス人であることを誇りにしており、一方でゲドリアンが純粋なクライシス人ではないことが語られており、「怪魔界の住人」＝「クライシス人」とは限らないようである。

## 出演者

### レギュラー・準レギュラー
- 南光太郎 / 仮面ライダーBLACK RX - 倉田てつを
- 白鳥玲子 - 高野槇じゅん（1 - 12・14 - 19・21・23 - 26・28 - 30・32 - 47）
- 佐原俊吉 - 赤塚真人（1 - 12・14・17・20・25・29・30・35・36・44・46）
- 佐原唄子 - 鶴間エリ（1 - 12・14・17・20,25・29・30・35・36・44・46）
- 霞のジョー - 小山力也（15 - 18・20 - 26・37 - 47）
- 的場響子 - 上野めぐみ（29・30・38 - 47）
- 吾郎 - 小野寺丈（6・14・20・26・35・37・40・45 - 47）
- 佐原茂 - 井上豪（1 - 10・12 - 18・20・23・25・26・29・30・35・36・39・44・46・47）
- 佐原ひとみ - 井村翔子（1 - 10・12・14 - 18・23・25・26・29・30・35・36・39・44・46・47）
- 三郎[注 12]  - 中島義実（1・3 - 7・10・14・18・20・36・39）
- 健吾[注 12] - 片岡伸吾（1・3 - 7・10・13・14・18・20・36・39）
- 七七子[注 12] - 優希亜裕子（6・14・20・26・35・37・40）
- 速水刑事[注 13] - 佐渡稔（2・6・7・12）
- マリバロン - 高畑淳子（1 - 24・27 - 47）
- ダスマダー - 松井哲也（28 - 30・33 - 47）

### 声の出演
ジャーク将軍、ボスガン、クライシス皇帝、ナレーション以外はすべてノンクレジット。
- キングストーン - 大宮悌二（2・16）
- ジャーク将軍 - 加藤精三（1 - 44）、柴田秀勝（45・46）
- ボスガン - 飯塚昭三（1 - 16・18 - 44）
- ガテゾーン - 高橋利道（1 - 15・18 - 25・27 - 43）
- ゲドリアン - 新井一典（1 - 15・18 - 25・27 - 42）
- チャックラム - 森篤夫（1・2・4・5・8・12 - 15・21・31・37・47）
- クライシス皇帝 - 納谷悟朗（42・46・47）
- シャドームーン - 寺杣昌紀（22・27）
- 仮面ライダー1号 - 鳥居賞也（41 - 47）
- ナレーター - 政宗一成

### 主なゲスト出演者
参考文献：『仮面ライダー大図鑑 (7)』（バンダイ・1992年） p.116 - 123
※ その他のゲストは、放送日程の節を参照。
- 吉野教授[注 12] - 長沢大（5）
- 森田陽介[注 12] - 佐藤健太（7）
- 岸田美佐江[注 12] - 木村有里（8）
- 岸田友子[注 12] - 浅川奈月（8）
- 岸田誠一[注 12] - 加藤佳男（8）
- 小泉千草[注 12] - 本名陽子（9）
- 佑一[注 12] - 丸山具視（10）
- 正樹[注 12] - 飯塚洋介（11）
- 廃棄物処理業者の男[注 12] - 城春樹、泉福之助（11）
- 相原文吾[注 12] - 石山律雄（19）
- マサオ[注 12] - 中田貴裕（23）
- 塾の先生[注 12] - 千葉繁（23）
- 武藤[注 12] - 片岡五郎（24）
- 医師[注 12] - 仲野裕（24）
- ニュースキャスター[注 12] - 江原正士（25・29・33）
- 柴田茜[注 12] - 田村美幸（27）
- 柴田弘[注 12] - 中山竜二（27）
- 三田ユキオ[注 12] - 市川浩（28）
- 三田[注 12] - 川端槙二 （28）
- 的場勇介[注 12] - 市川勉（29）
- ユーコ・ミドリカワ[注 12] - 西崎みどり（31・32）
- ジム[注 12] - ロニ・サンタナ（31）
- 雲田ミカ[注 12] - 荒船麻子（32）
- 雲田[注 12] - 永井秀明（32）
- 田所政信[注 12] - きくち英一（33）
- 九条勝[注 12] - 大葉健二（34）
- 沢田勝[注 12] - 小沢一義（36）
- 大沢先生[33][注 12] - 新井一典（37）
- 係員[注 12] - カタリーナ（39）
- 老人（ガテゾーン）[33][注 12] - 大木史郎（39）

### スーツアクター
- 仮面ライダーBLACK RX[出典 1] / ロボライダー[出典 2] / バイオライダー[出典 3]、仮面ライダー1号[40] - 岡元次郎
- 仮面ライダーBLACK RX（代役）[1]、ロボライダー[37]、バイオライダー（後期）[38] - 岩田時男
- 仮面ライダーBLACK RX（代役）[1]、ロボライダー[37]、ジャークミドラ[41] - 菊地寿幸
- 仮面ライダーBLACK RX（代役）[42] - 新堀和男
- 仮面ライダーBLACK RX（代役）[43]、バイオライダー（代役）[44]、ガテゾーン[45]、クライシス皇帝[46]、怪人[注 14]、グランザイラス[71]、仮面ライダー2号[72]、仮面ライダースーパー1[72] - 北村隆幸
- ジャーク将軍[45] - 高橋利道
- ボスガン[45] - 藤木義勝
- ゲドリアン[45] - 渡辺実
- ゲドリアン（代役）[73] - 中嶋一恵
- 仮面ライダー2号[40] - 清家利一
- 仮面ライダーV3[40] - 宮崎剛
- ライダーマン[出典 4] - 高岩成二
- ライダーマン[77] - 渡邉昌宏
- 仮面ライダーアマゾン[40] - 内田博之
- スカイライダー[40]、兵士チャップ[78]、ガイナジャグラム[79] - 竹内康博
- 仮面ライダースーパー1[40] - 横山一敏
- 仮面ライダーZX[80] - 末永貴久
- ガンガディン[81]、アントロント[82] - 山本貴浩
- キュルキュルテン（34話）[83]、ヘルガデム[84] - 得居寿
- ヘルガデム[84] - 片桐理
- その他 - 中川素州[85]

## スタッフ
- 原作 - 石ノ森章太郎
- 連載 - てれびくん、小学館学習雑誌、コロコロコミック、テレビマガジン[注 15]、コミックボンボン、テレビランド
- プロデューサー - 吉川進・堀長文（東映）、井口亮・山田尚良（毎日放送）
- 脚本 - 江連卓、荒木憲一、鷺山京子、宮下隼一、山田隆司、村山隆策
- 音楽 - 川村栄二
- キャラクターデザイン - 雨宮慶太[注 16]、野口竜[注 17]、篠原保[注 18]、石ノ森章太郎[注 19][注 20]
- 監督 - 小林義明、蓑輪雅夫、蔦林淳望、辻理、小笠原猛、松井昇
- 特撮監督 - 矢島信男
- 撮影 - 松村文雄
- 照明 - 中川勇雄
- 美術 - 河村寅次郎、稲野実、宮国登、佛田洋
- 助監督 - 松井昇、岩原直樹、田﨑竜太、竹内英孝
- 計測 - 岡部正治
- プロデューサー補 - 髙寺成紀
- アクション監督 - 金田治、村上潤（ジャパンアクションクラブ）
- 製作 - 東映、毎日放送

## 音楽
前作『仮面ライダーBLACK』でBGMの作曲を担当した川村栄二が、本作品ではオープニングや挿入歌の作曲も担当した。

### 主題歌

#### オープニングテーマ
「仮面ライダーBLACK RX」
- 作詞 - 康珍化 / 作曲・編曲 - 川村栄二 / 歌 - 宮内タカユキ

宮内タカユキはシリーズ初参加。第1話では挿入歌としてNGテイクが使用されており、他に歌詞違いでも録音されているが商品化はされていない。
第1 - 11・13・14・19・20・22 - 24・26・27・32・33・35・37 - 39・41・43 - 47話では挿入歌として使用された。
第5話から、ライドロンのカットが、第18話からロボライダーとバイオライダーのカットがインサートされた。

#### エンディングテーマ
「誰かが君を愛してる」
- 作詞 - 康珍化 / 作曲 - 林哲司 / 編曲 - 川村栄二 / 歌 - 宮内タカユキ

第5話から、飛行するクライス要塞、サンライザーやサンバスクの起動シーン、ポーズを決めるRXのシーンが追加された。
- スーツアクターの岡元は「これから戦いに向かう」力強い歩きをイメージしており、拳を握っているという。

### 挿入歌・イメージソング
「光の戦士」（第10 - 12・14 - 16・21・25 - 27・30・31・33・42 - 44話）
- 作詞 - 江連卓 / 作曲・編曲 - 川村栄二 / 歌 - 宮内タカユキ

「バトルoh!RX」（第11・18・20・23・25・26・28・29・32・34・35・37・39・44・45話）
- 作詞 - 小林義明 / 作曲・編曲 - 川村栄二 / 歌 - 宮内タカユキ

「激進RX」（第13・19・27・30・33・40話）
- 作詞 - 石ノ森章太郎 / 作曲・編曲 - 渡辺宙明 / 歌 - 宮内タカユキ

「戦場のライダーRX」（第19・39話）
- 作詞 - 石ノ森章太郎 / 作曲・編曲 - 渡辺宙明 / 歌 - 宮内タカユキ

「すべては君を愛するために」（第21・24・27・28・30・44・45・47話）
- 作詞 - 康珍化 / 作曲 - 林哲司 / 編曲 - 石田勝範 / 歌 - 宮内タカユキ

「運命の戦士」（第21・29・47話）
- 作詞 - 康珍化 / 作曲 - 林哲司 / 編曲 - 石田勝範 / 歌 - 宮内タカユキ

「黒い勇者」（第24話）
- 作詞 - 平出よしかつ / 作曲 - 林哲司 / 編曲 - 石田勝範 / 歌 - 倉田てつを

第33・34・38・39・42・47話ではコーラス・パートのみ使用された。
「永遠のために君のために」（第26・28・33・36・40 - 42・45・47話）
- 作詞 - 平出よしかつ / 作曲 - 川村栄二 / 編曲 - 石田勝範 / 歌 - 水木一郎

挿入歌アルバム発売後のリリースである。初出のコロちゃんパックはカセットのみで、CDは発売されなかった。
「11（イレブン）ライダー大讃歌」
- 作詞 - 赤井圭 / 作曲・編曲 - 菊池俊輔 / 歌 - 水木一郎

番組終了後に発表されたイメージソング。シングル（8cmCDとカセット）での発売で、C/Wは「永遠のために君のために」。カラオケはカセットのみ収録。
「仮面ライダー・99のうた」
- 作詞 - 赤井圭 / 作曲・編曲 - 小森昭宏 / 歌 - 水木一郎

番組終了後に発表された企画もので、発売形態は8cmシングルCDとカセット。カップリングは「魔法使いサリー99のうた」（歌：朝川ひろこ）

## 制作

### 配役・スタッフ
傾向としては劇団俳優座からの起用が目立っている。主演の倉田てつををはじめ、飯塚昭三、高橋利道といった敵側のレギュラー、前作の終盤からナレーションを担当した政宗一成も続投している。
シャドームーンの声は前作同様寺杣昌紀、怪魔戦士の声は、当時俳協に所属していた声優を主に起用していた。なお、オープニングクレジットにはジャーク将軍、ボスガン、クライシス皇帝の声優のみが表記され、その他の声優の表記はないが例外として、ゲドリアンの声を担当していた新井一典の名は第9話のみ表記されている。高橋は、スーツアクターとしてジャーク将軍を、声優としてガテゾーンを演じている。
諜報参謀マリバロンを演じた高畑淳子は、当時劇団青年座の活動だけでは生活できなかったことから東映作品に参加していた。このマリバロンは高畑の当たり役となり、それ以降、出演依頼が多くなったという。後年のインタビューで高畑自身が当時を回想し「RX（の出演）がきっかけで私はようやく役者として食べていけるようになった」と述べている。
俳優座の研究生であった小山力也は、本作品で霞のジョー役として俳優デビューした。小山は、オーディションでは周りの若手俳優より年齢が高かったため受からないと思っていたが、プロデューサーの堀長文からの推薦により合格したと述べている。一部の危険なシーンを除き、ワイヤーアクションやナパーム爆破などアクションシーンのほとんどを小山自身が演じていた。
スタッフの顔ぶれは基本的に前作と同じであるが、メインライターにはシリーズでは『仮面ライダースーパー1』以来となる江連卓が起用され、大映ドラマさながらの作劇が展開されることになる。また、キャラクターデザインとして当時メタルヒーローシリーズにも携わっていた雨宮慶太や野口竜が参加。
音楽は前作『BLACK』に引き続き川村栄二が担当。新曲の他、『BLACK』のBGMも一部流用されている。主題歌は『BLACK』の倉田に代わり宮内タカユキが担当し、挿入歌にはこの2名に加えそれまでの本シリーズでも主題歌・挿入歌を多数手がけた水木一郎が参加している。

### テレビシリーズの中断
本作品の終了をもってテレビシリーズの制作は三度中断し、『仮面ライダークウガ』（2000年）まで約10年の休止期間に入った。企画立案やオーディションなど、後番組を制作する動きは東映社内ではなかったと、当時キャスティングを担当していた高寺成紀は証言しているが、本作品の続編としての仮面ライダーの企画自体は存在し、同時期に『機動刑事ジバン』に出演していた小林良平が主役として起用される予定だったことが、小林本人へのインタビューで語られているが、最終的に実現には至らなかった。
本作品の終了後、1時間枠に拡大した日曜10時台はローカルセールス枠となったため、後番組は地域によって異なり、制作局である毎日放送では『板東英二のスポーツマガジン』、TBSでは『噂の!東京マガジン』がそれぞれ充てられた。なお、セールス上の後番組として放送開始時間を繰り下げ、ターゲットを子供向けから大人向けに切り替え『地球ZIG ZAG』に充てた。
平成仮面ライダーシリーズの多くの作品のプロデューサーである白倉伸一郎が東映に入社する際、面接で岡田茂ら当時の役員を前に本作品を挙げて批判したという逸話も残っているが、実際には「番組視聴中にその内容からスポンサーやテレビ局の圧力が感じられたので、自分は局やスポンサーと現場の間の調整役になりたい」という主旨を述べたとのことである。

## 放送日程
| 放送日         | 放送回 | サブタイトル     | 登場怪人 | ゲストライダー シャドームーン その他 怪魔界人 | 脚本              | 監督     |
| -------------- | ------ | ---------------- | --- | --- | ----------------- | -------- |
| 1988年10月23日 | 1      | 太陽の子だ！RX   | - 怪魔妖族 - スカル魔 - スカル魔スター - 怪魔ロボット - キューブリカン（声 − 岸野一彦：2話） - 人間態（演 − 高橋利道：2話） | | 江連卓            | 小林義明 |
| 10月30日       | 2      | 光を浴びて！RX   | - 怪魔妖族 - スカル魔 - スカル魔スター - 怪魔ロボット - キューブリカン（声 − 岸野一彦：2話） - 人間態（演 − 高橋利道：2話） | | 江連卓            | 小林義明 |
| 11月06日       | 3      | RX対風の騎士     | - 怪魔獣人 - ガイナギスカン（声 - 滝雅也） | - ワールド博士（演 - 牧口元美） | 江連卓            | 蓑輪雅夫 |
| 11月13日       | 4      | 光の車ライドロン | - 怪魔ロボット - ガンガディン（声 - 西尾徳） | - | 江連卓            | 蓑輪雅夫 |
| 11月20日       | 5      | 洞窟探険の落し穴 | - 怪魔獣人 - ガイナガモス（声 - 岸野一彦） | - | 江連卓            | 蔦林淳望 |
| 11月27日       | 6      | 怪魔ET大暴れ！   | - 怪魔異生獣 - キュルキュルテン | - | 江連卓            | 蔦林淳望 |
| 12月04日       | 7      | SOS! 友情の輪    | - 怪魔妖族 - 武陣（声：新井一典） | - | 江連卓            | 辻理     |
| 12月11日       | 8      | パパとママの秘密 | - 怪魔獣人 - ガイナマイト（声 - 依田英助） - 人間態（演 - 仲塚康介） | - | 荒木憲一          | 辻理     |
| 12月18日       | 9      | マリバロンの妖術 | - 怪魔異生獣 - アッチペッチー（声 - 斉藤茂） - 怪魔妖族 - スカル魔 | - | 鷺山京子          | 蓑輪雅夫 |
| 12月25日       | 10     | ニセ者でドッキリ | - 怪魔異生獣 - ドグマログマ（声 - 西尾徳） | - | 宮下隼一          | 蓑輪雅夫 |
| 1989年01月15日 | 11     | スクラップの反乱 | - 怪魔ロボット - スクライド（声 - 森篤夫） | - | 宮下隼一          | 小笠原猛 |
| 1月22日        | 12     | 夢の中の暗殺者   | - 怪魔妖族 - ズノー陣（声 - 岸野一彦） | - ガル（演 - 福田健次） | 宮下隼一          | 小笠原猛 |
| 1月29日        | 13     | 狙われた怪魔少女 | - 怪魔異生獣 - フラーミグラーミ（声 - 依田英助） | - キララ（演 - 南風見恵子） - サム博士（演 - 早坂直家） | 鷺山京子          | 松井昇   |
| 2月05日        | 14     | ひとみちゃん誘拐 | - 怪魔ロボット - デスガロン（声 - 森篤夫：14話・15話） - トリプロン1号（15話 - 17話） - トリプロン2号（声 - 岸野一彦：15話 - 17話） - トリプロン3号（声 - 斉藤茂：15話 - 17話） - 合体トリプロン（17話） - ネックスティッカー（声 - 西尾徳：16話） | - ガロニア姫 - 幼年態（演 - 井村翔子：14話） - 成長態（演 - 丸山真穂：16話・17話） - ムーロン博士（演 - 井上三千男：14話） - クルミン族 - ミンバ村長（演 - 西本裕行：16話・17話） | 江連卓            | 松井昇   |
| 2月12日        | 15     | ロボライダー誕生 | - 怪魔ロボット - デスガロン（声 - 森篤夫：14話・15話） - トリプロン1号（15話 - 17話） - トリプロン2号（声 - 岸野一彦：15話 - 17話） - トリプロン3号（声 - 斉藤茂：15話 - 17話） - 合体トリプロン（17話） - ネックスティッカー（声 - 西尾徳：16話） | - ガロニア姫 - 幼年態（演 - 井村翔子：14話） - 成長態（演 - 丸山真穂：16話・17話） - ムーロン博士（演 - 井上三千男：14話） - クルミン族 - ミンバ村長（演 - 西本裕行：16話・17話） | 江連卓            | 蓑輪雅夫 |
| 2月19日        | 16     | 奇跡の谷の姫君   | - 怪魔ロボット - デスガロン（声 - 森篤夫：14話・15話） - トリプロン1号（15話 - 17話） - トリプロン2号（声 - 岸野一彦：15話 - 17話） - トリプロン3号（声 - 斉藤茂：15話 - 17話） - 合体トリプロン（17話） - ネックスティッカー（声 - 西尾徳：16話） | - ガロニア姫 - 幼年態（演 - 井村翔子：14話） - 成長態（演 - 丸山真穂：16話・17話） - ムーロン博士（演 - 井上三千男：14話） - クルミン族 - ミンバ村長（演 - 西本裕行：16話・17話） | 江連卓            | 蓑輪雅夫 |
| 2月26日        | 17     | バイオライダー！ | - 怪魔ロボット - デスガロン（声 - 森篤夫：14話・15話） - トリプロン1号（15話 - 17話） - トリプロン2号（声 - 岸野一彦：15話 - 17話） - トリプロン3号（声 - 斉藤茂：15話 - 17話） - 合体トリプロン（17話） - ネックスティッカー（声 - 西尾徳：16話） | - ガロニア姫 - 幼年態（演 - 井村翔子：14話） - 成長態（演 - 丸山真穂：16話・17話） - ムーロン博士（演 - 井上三千男：14話） - クルミン族 - ミンバ村長（演 - 西本裕行：16話・17話） | 江連卓            | 蓑輪雅夫 |
| 3月05日        | 18     | 怪！夢の空中遊泳 | - 怪魔異生獣 - ムサラビサラ（声 - 依田英助） | - | 江連卓            | 小笠原猛 |
| 3月12日        | 19     | 恐怖の人工太陽！ | - 怪魔ロボット - クロイゼル（声 - 新井一典） - 怪魔妖族 - スカル魔 | - | 荒木憲一          | 小笠原猛 |
| 3月19日        | 20     | バナナを喰う鬼   | - 怪魔妖族 - ビャッ鬼（声 - 奥村公延） - 人間態（白老）（演 - 奥村公延） | - | 江連卓            | 松井昇   |
| 3月26日        | 21     | 愛と友情の戦線   | - 怪魔異生獣 - バングゴング（声 - 桑原たけし） | - シャドームーン - レイカ族 - セーラ（演 - 木村公美：21話） - ヨダム（21話） - カイ（21話） | 宮下隼一          | 松井昇   |
| 4月02日        | 22     | シャドームーン！ | - 怪魔異生獣 - アントロント（声 - 岸野一彦） | - シャドームーン - レイカ族 - セーラ（演 - 木村公美：21話） - ヨダム（21話） - カイ（21話） | 宮下隼一          | 蓑輪雅夫 |
| 4月09日        | 23     | ブタになったRX   | - 怪魔獣人 - ガイナバラス（声 - 斉藤茂） | - | 鷺山京子          | 蓑輪雅夫 |
| 4月16日        | 24     | パパはドラキュラ | - 怪魔異生獣 - リックバック（声 - 依田英助） | - | 宮下隼一          | 蔦林淳望 |
| 4月23日        | 25     | さそり座の花嫁   | - 怪魔獣人 - ガイナカマキル（声 - 斉藤茂：25話） - ガイナギンガム（声 - 岸野一彦） - チャップ悪魔分隊 | - | 江連卓            | 蔦林淳望 |
| 4月30日        | 26     | ボスガンの反撃   | - 怪魔獣人 - ガイナカマキル（声 - 斉藤茂：25話） - ガイナギンガム（声 - 岸野一彦） - チャップ悪魔分隊 | - | 江連卓            | 小笠原猛 |
| 5月07日        | 27     | 大逆襲！影の王子 | - 怪魔異生獣 - マットボット（声 - 西尾徳） | - シャドームーン | 宮下隼一          | 小笠原猛 |
| 5月14日        | 28     | 皇帝陛下の代理人 | - 怪魔異生獣 - ギメラゴメラ（声 - 斉藤茂） | - | 鷺山京子          | 蓑輪雅夫 |
| 5月21日        | 29     | 水のない世界     | - 怪魔異生獣 - ムンデガンデ（声 - 依田英助：29話） - ムンデガンデ（寄生体：29話） - 怪魔ロボット - メタヘビー（声 - 二又一成：30話） - 怪魔道化師                                                                                                  | - | 江連卓            | 小笠原猛 |
| 5月28日        | 30     | 明日なき東京砂漠 | - 怪魔異生獣 - ムンデガンデ（声 - 依田英助：29話） - ムンデガンデ（寄生体：29話） - 怪魔ロボット - メタヘビー（声 - 二又一成：30話） - 怪魔道化師                                                                                                  | - | 江連卓            | 小笠原猛 |
| 6月04日        | 31     | 怪魔界を見た女   | - 怪魔ロボット - エレギトロン（声 - 岸野一彦） | - | 鷺山京子          | 蔦林淳望 |
| 6月11日        | 32     | 愛と希望の大空   | - 怪魔妖族 - 岩魔（声 - 桑原たけし） - スカル魔 | - | 鷺山京子          | 蔦林淳望 |
| 6月18日        | 33     | 瀬戸大橋の大決戦 | - 怪魔異生獣 - ガゾラゲゾラ（声 - 徳丸完） | - | 宮下隼一          | 蓑輪雅夫 |
| 6月25日        | 34     | 四国空母化計画!! | - 怪魔ロボット - シュライジン（声 - 岸野一彦） - 人間態（演 - 高橋利道、声 - 岸野一彦） - 怪魔お遍路 | - | 宮下隼一          | 蓑輪雅夫 |
| 7月02日        | 35     | 光太郎指名手配!! | - 怪魔妖族 - ウィル鬼（声 - 依田英助） | - | 宮下隼一          | 小笠原猛 |
| 7月09日        | 36     | ヒーローは誰だ!? | - 怪魔異生獣 - バルンボルン（声 - 西尾徳） - 人間態（グレートマスク）（演 - 高橋利道、声 - 新井一典） | - | 宮下隼一          | 小笠原猛 |
| 7月16日        | 37     | 牙むく獣人忍者隊 | - 怪魔獣人 - ガイナニンポー（声 - 神山卓三） - 怪魔忍者隊 | - | 江連卓            | 蔦林淳望 |
| 7月23日        | 38     | 白骨ヶ原の妖舞団 | - 怪魔妖族 - 天空（声 - 木村有里） - 人間態（演 - 木村有里） - 奇跡の舞踏団 | - | 江連卓            | 蔦林淳望 |
| 7月30日        | 39     | 爆走！ミニ4WD    | - 怪魔ロボット - スピングレー（声 - 森篤夫） | - | 山田隆司          | 蓑輪雅夫 |
| 8月06日        | 40     | ユーレイ団地の罠 | - 怪魔獣人 - ガイナジャグラム（声 - 徳丸完） | - | 宮下隼一          | 蓑輪雅夫 |
| 8月13日        | 41     | 百目婆ァの恐怖   | - 怪魔妖族 - 百目婆ァ（声 - 伊倉一恵） | - 10人ライダー - 仮面ライダー1号（声 - 鳥居賞也） - 仮面ライダー2号（声 - 桑原たけし） - 仮面ライダーV3（声 - 鳥居賞也） - ライダーマン（声 - 岸野一彦） - 仮面ライダーX（声 - 桑原たけし） - 仮面ライダーアマゾン（声 - 岸野一彦） - 仮面ライダーストロンガー（声 - 桑原たけし） - スカイライダー（声 - 鳥居賞也） - 仮面ライダースーパー1（声 - 岸野一彦） - 仮面ライダーZX（声 - 桑原たけし） | 江連卓            | 小笠原猛 |
| 8月20日        | 42     | 四隊長は全員追放 | - 怪魔異生獣 - ゲドルリドル（声 - 丸山詠二） - ゲドルリドル（強化） - 怪魔妖族 - スカル魔 | - 10人ライダー - 仮面ライダー1号（声 - 鳥居賞也） - 仮面ライダー2号（声 - 桑原たけし） - 仮面ライダーV3（声 - 鳥居賞也） - ライダーマン（声 - 岸野一彦） - 仮面ライダーX（声 - 桑原たけし） - 仮面ライダーアマゾン（声 - 岸野一彦） - 仮面ライダーストロンガー（声 - 桑原たけし） - スカイライダー（声 - 鳥居賞也） - 仮面ライダースーパー1（声 - 岸野一彦） - 仮面ライダーZX（声 - 桑原たけし） | 鷺山京子          | 小笠原猛 |
| 8月27日        | 43     | 敗れたり!! RX    | - ネオストームダガー - 怪魔ロボット - ヘルガデム（声 - 桑原たけし） | - 10人ライダー - 仮面ライダー1号（声 - 鳥居賞也） - 仮面ライダー2号（声 - 桑原たけし） - 仮面ライダーV3（声 - 鳥居賞也） - ライダーマン（声 - 岸野一彦） - 仮面ライダーX（声 - 桑原たけし） - 仮面ライダーアマゾン（声 - 岸野一彦） - 仮面ライダーストロンガー（声 - 桑原たけし） - スカイライダー（声 - 鳥居賞也） - 仮面ライダースーパー1（声 - 岸野一彦） - 仮面ライダーZX（声 - 桑原たけし） | 宮下隼一 村山隆策 | 松井昇   |
| 9月03日        | 44     | 戦え！全ライダー | - 最強怪人 - グランザイラス（声 - 岸野一彦） - 親衛隊チャップ（44話） - 霊界怪人（45話） | - 10人ライダー - 仮面ライダー1号（声 - 鳥居賞也） - 仮面ライダー2号（声 - 桑原たけし） - 仮面ライダーV3（声 - 鳥居賞也） - ライダーマン（声 - 岸野一彦） - 仮面ライダーX（声 - 桑原たけし） - 仮面ライダーアマゾン（声 - 岸野一彦） - 仮面ライダーストロンガー（声 - 桑原たけし） - スカイライダー（声 - 鳥居賞也） - 仮面ライダースーパー1（声 - 岸野一彦） - 仮面ライダーZX（声 - 桑原たけし） | 江連卓            | 松井昇   |
| 9月10日        | 45     | 偽ライダーの末路 | - 最強怪人 - グランザイラス（声 - 岸野一彦） - 親衛隊チャップ（44話） - 霊界怪人（45話） | - 10人ライダー - 仮面ライダー1号（声 - 鳥居賞也） - 仮面ライダー2号（声 - 桑原たけし） - 仮面ライダーV3（声 - 鳥居賞也） - ライダーマン（声 - 岸野一彦） - 仮面ライダーX（声 - 桑原たけし） - 仮面ライダーアマゾン（声 - 岸野一彦） - 仮面ライダーストロンガー（声 - 桑原たけし） - スカイライダー（声 - 鳥居賞也） - 仮面ライダースーパー1（声 - 岸野一彦） - 仮面ライダーZX（声 - 桑原たけし） | 江連卓            | 蓑輪雅夫 |
| 9月17日        | 46     | ライダーの総突撃 | - 最強怪人 - ジャークミドラ（声 - 柴田秀勝：46話） - クライシス皇帝 | - 10人ライダー - 仮面ライダー1号（声 - 鳥居賞也） - 仮面ライダー2号（声 - 桑原たけし） - 仮面ライダーV3（声 - 鳥居賞也） - ライダーマン（声 - 岸野一彦） - 仮面ライダーX（声 - 桑原たけし） - 仮面ライダーアマゾン（声 - 岸野一彦） - 仮面ライダーストロンガー（声 - 桑原たけし） - スカイライダー（声 - 鳥居賞也） - 仮面ライダースーパー1（声 - 岸野一彦） - 仮面ライダーZX（声 - 桑原たけし） | 江連卓            | 蓑輪雅夫 |
| 9月24日        | 47     | 輝ける明日！     | - 最強怪人 - ジャークミドラ（声 - 柴田秀勝：46話） - クライシス皇帝 | - 10人ライダー - 仮面ライダー1号（声 - 鳥居賞也） - 仮面ライダー2号（声 - 桑原たけし） - 仮面ライダーV3（声 - 鳥居賞也） - ライダーマン（声 - 岸野一彦） - 仮面ライダーX（声 - 桑原たけし） - 仮面ライダーアマゾン（声 - 岸野一彦） - 仮面ライダーストロンガー（声 - 桑原たけし） - スカイライダー（声 - 鳥居賞也） - 仮面ライダースーパー1（声 - 岸野一彦） - 仮面ライダーZX（声 - 桑原たけし） | 江連卓            | 蓑輪雅夫 |

## 放送ネット局
特記のない局については、いずれもTBS系列局
- 大阪府・近畿広域圏：MBS 毎日放送 ※制作局
- 東京都・関東広域圏：TBS 東京放送（現・TBSテレビ）
- 北海道：HBC 北海道放送
- 青森県：ATV 青森テレビ
- 岩手県：IBC 岩手放送（現・IBC岩手放送）（仙台放送制作新・サンデートーク放送のため、30分遅れネット、日曜10時30分 - 11時放送）
- 宮城県：TBC 東北放送
- 秋田県：ABS 秋田放送（日本テレビ系）
- 山形県：YBC 山形放送（日本テレビ系、当時テレビ朝日系とのクロスネット）
- 福島県：TUF テレビユー福島
- 山梨県：UTY テレビ山梨
- 長野県：SBC 信越放送
- 新潟県：BSN 新潟放送（日曜日10時30分 - 11時放送）
- 静岡県：SBS 静岡放送（遅れネット、日曜日10時30分 - 11時放送）
- 愛知県・中京広域圏：CBC 中部日本放送（現・CBCテレビ、日曜10時30分 - 11時放送）
- 富山県：KNB 北日本放送（日本テレビ系・1990年2月7日まで遅れネット、水曜17時 - 17時30分放送[92]）
- 石川県：MRO 北陸放送
- 福井県：FTB 福井テレビ（フジテレビ系・水曜16時30分 - 17時に遅れネット。1989年12月27日まで放送[93]）
- 岡山県・香川県：RSK 山陽放送
- 広島県：RCC 中国放送
- 鳥取県・島根県：BSS 山陰放送
- 山口県：TYS テレビ山口
- 徳島県：JRT 四国放送（日本テレビ系）
- 愛媛県：RNB 南海放送（日本テレビ系）
- 高知県：KUTV テレビ高知（遅れネット、水曜16時30分 - 17時放送。TBS系列局でありながら番販扱い）
- 福岡県：RKB RKB毎日放送
- 長崎県：NBC 長崎放送
- 熊本県：RKK 熊本放送
- 大分県：OBS 大分放送（遅れネット、日曜11時 - 11時30分放送）
- 宮崎県：MRT 宮崎放送
- 鹿児島県：MBC 南日本放送
- 沖縄県：RBC 琉球放送

## 他媒体展開

### イベント映画
- 仮面ライダー世界に駆ける - 本作品、および前作『仮面ライダーBLACK』のキャラクターが登場する短編3D映画。1989年4月から10月にかけて、夕張市石炭の歴史村内の3D映像施設、「アラモ砦パビリオン」にて上映。

### 映像ソフト化
いずれも発売元は東映ビデオ。
ビデオ（VHSセル・レンタル共通）
1993年9月から1994年8月にかけて、全12巻（各巻4話（最終巻のみ3話）収録）がリリースされている。
LD
1999年3月21日から2000年1月21日にかけて、全6巻がリリースされている。
DVD
2005年5月21日から8月5日にかけて、全4巻（各巻2枚組・12話（Vol.1のみ11話）収録）がリリースされた。この他、2008年7月21日発売の「石ノ森章太郎 生誕70周年 DVD-BOX」に第1話が収録されている。
Blu-ray Disc
2015年6月10日から10月7日にかけて、Blu-ray BOX全3巻（各巻3枚組・16話（BOX1のみ15話）収録）がリリースされた。映像特典としてBOX1には「仮面ライダー1号〜RX大集合」を、BOX1 - BOX3に新規収録インタビューを収録。封入特典はブックレットであり、BOX1のみ初回限定特典として全巻収納BOXを同梱。

### ネット配信
東映特撮 YouTube Official
- 2012年1月23日 - 7月1日
- 2014年6月16日 - 11月29日
- 2017年11月4日 - 2018年4月21日
- 2021年12月15日 - 2022年5月25日

東映特撮ニコニコおふぃしゃる
- 2013年4月21日 - 2014年3月9日

### 漫画版

#### 放送当時の連載
- てれびくん 1988年11月号 - 1989年11月号連載 小林たつよし

| 掲載号       | サブタイトル（登場怪人）     |
| ------------ | ---------------------------- |
| 1988年11月号 | 戦え！アールエックス!!のまき |
| 1988年12月号 | 不明記（ガイナギスカン）     |
| 1989年1月号  | 不明記（ガイナマイト）       |
| 1989年2月号  | 不明記（デスガロン）         |
| 1989年3月号  | 不明記（トリプロン）         |
| 1989年4月号  | 不明記（アントロント）       |
| 1989年5月号  | 不明記（ボスガン）           |
| 1989年6月号  | 不明記（マットポット）       |
| 1989年7月号  | 不明記（エレギトロン）       |
| 1989年8月号  | 不明記（ウィル鬼）           |
| 1989年9月号  | 不明記（ブョムブョム）       |
| 1989年10月号 | 不明記（グランザイラス）     |
| 1989年11月号 | 不明記（クライシス皇帝）     |
- テレビランド 1988年11月号 - 1989年11月号連載 シュガー佐藤

| 掲載号       | サブタイトル（登場怪人）   |
| ------------ | -------------------------- |
| 1988年11月号 | 不明記（キューブリカン）   |
| 1988年12月号 | 不明記（ガイナギスカン）   |
| 1989年1月号  | 不明記（ガイナマイト）     |
| 1989年2月号  | 不明記（デスガロン）       |
| 1989年3月号  | 不明記（エンマ）           |
| 1989年4月号  | 不明記（リュウサンダー）   |
| 1989年5月号  | 不明記（シャドームーン）   |
| 1989年6月号  | 不明記（シャドームーン）   |
| 1989年7月号  | 不明記（モヒガン）         |
| 1989年8月号  | 不明記（キングゴクウ）     |
| 1989年9月号  | 不明記（アイアンシャーク） |
| 1989年10月号 | 不明記（ジャーク将軍、他） |
| 1989年11月号 | 不明記（クライシス皇帝）   |
- コミックボンボン 1989年4月号 - 11月号連載 岩田和久

| 掲載号      | サブタイトル（登場怪人） |
| ----------- | ------------------------ |
| 1989年4月号 | 不明記（毒液怪人兄弟）   |
| 1989年5月号 | 不明記（合成魔神）       |
| 1989年6月号 | 不明記（増殖魔神）       |
| 1989年7月号 | 不明記（エイリアン怪人） |
| 1989年8月号 | 不明記（エイリアン怪人） |
| 1989年9月号 | 不明記（マリバロン怪人） |
- ケイブンシャ 仮面ライダーBLACK RX大百科

『誕生の刻・RX』 きむらひでふみ
- ケイブンシャ 仮面ライダーBLACK RX大百科2

『夏のRX・海へ』 きむらひでふみ

#### 放送終了後の連載
- 『時空英雄仮面ライダー』 テレビランド 1989年12月号 - 1991年1月号連載 シュガー佐藤、構成：平山亨
- 『宇宙の11・仮面ライダー銀河大決戦』  てれびくん 1990年1月号 - 12月号連載 居村真二

『仮面ライダー11戦記』
「テレビマガジン」1989年12月号から1990年11月号まで連載された漫画作品。作者は成井紀郎。同時期に連載された上記2作と異なり、『RX』放送当時に漫画連載を行っていなかった雑誌において連載された作品である。
同作品の特徴として、上記2作と異なり、仮面ライダーの変身前の姿も描かれている。また同作品における変身前の絵柄は、成井がかつて執筆した『仮面ライダーストロンガー』の漫画作品でのものと統一されている。
用語
ガイスト
11人ライダーとクライシス帝国との戦いが終わった後に現れた組織。
名前が登場する怪人や幹部は『仮面ライダー』から『仮面ライダーストロンガー』までのものであり、作品開始時点の大幹部としてブラック将軍・ドクトルG・ジェネラルシャドウが登場、その後、ブラック将軍の後任としてアポロガイストが登場している。各キャラクターの詳細については、それぞれの登場キャラクターの項目を参照。
K・D計画/ネオ・キングダーク
全12話のうち、8話をかけて描かれたガイストの主要な計画。物語が進むまでK・D計画とキングダークのイニシャルをとった計画名だけが明かされていたが、ネオ・キングダーク製造を目的とした計画と明らかとなる。詳しくはキングダークを参照。
ガイストライダー
本郷猛のデータを元に改造された、ジェネラルシャドウの5体のクローン。息の合ったチームプレーで仮面ライダーたちに立ち向かうが、ライダーサザンクロスキックに倒される。

### リメイク
- マスクド・ライダー - 本作品に登場する仮面ライダーBLACK RXを用いた、パワーレンジャーと同様の制作方式によるアメリカ版ローカライズ作品。制作に際し、人種問題への配慮から設定が大幅に変更され、主人公が居候する一家は、主人が白人、夫人が東洋人、娘が白人、養子の息子が黒人という構成となった。

### ゲーム
いずれも発売元はバンダイナムコゲームス（バンダイレーベルと旧バンプレストレーベル）。
- コンパチヒーローシリーズ - 『ウルトラマン』、『ガンダム』と共に共演するクロスオーバー作品シリーズ。『グレイトバトル』シリーズやバラエティ系（スポーツ系も含む）など、数多くの作品に登場。
- 『仮面ライダー クライマックスヒーローズ フォーゼ』 - シリーズ4作目以降から昭和シリーズと共に参加。RX、ロボライダー、バイオライダーが登場。
- スーパーヒーロージェネレーション - RX、ロボライダー、バイオライダー登場
- 仮面ライダー バトライド・ウォー - シリーズ3作目に RX、ロボライダー、バイオライダー、シャドームーン&レッド・シャドームーンが登場。

## 他の仮面ライダーシリーズとの関連
仮面ライダーBLACKとしてのゲスト出演は仮面ライダーBLACKを、シャドームーンおよびジャーク将軍の登場作品についてはシャドームーン・ジャーク将軍をそれぞれ参照。
- 『仮面ライダーZO』 - 漫画版に南光太郎/仮面ライダーBLACK RXが登場。
- 『仮面ライダーディケイド』 - テレビシリーズに南光太郎/仮面ライダーBLACK RXと霞のジョー（名前のみ）が登場。劇場版に南光太郎/仮面ライダーBLACK RXが登場。
- 『仮面ライダーオーズ/OOO』 - テレビシリーズにチャップが登場。『仮面ライダー電王』とのクロスオーバー作品に仮面ライダーBLACK RXが登場。
- 『仮面ライダーフォーゼ』 - テレビシリーズに仮面ライダーBLACK RXが登場。
- スーパーヒーロー大戦シリーズ - 第1作、第2作、第3作、第4作に仮面ライダーBLACK RX（第4作目には南光太郎も含む）が登場。
- 『仮面ライダー電王 プリティ電王とうじょう!』 - チャップ、仮面ライダーBLACK RXがゲスト出演。
- 『セイバー+ゼンカイジャー スーパーヒーロー戦記』 - 仮面ライダーBLACK RXが登場。
- 『仮面ライダー ビヨンド・ジェネレーションズ』 - 仮面ライダーBLACK RXが登場。